# Just Another Day (single)
Just Another Day is een nummer van de Cubaans-Amerikaanse zanger Jon Secada. Het is de eerste single van zijn debuutalbum Jon Secada uit mei 1992. Op 16 maart dat jaar werd het nummer eerst op single uitgebracht in de VS, Canada, Cuba, Australië en Nieuw-Zeeland. Op 27 mei volgde Japan en op 29 juni dat jaar Europa.

## Achtergrond
Er bestaat ook een Spaanstalige versie van "Just Another Day" genaamd "Otro Día Más Sin Verte". Gloria Estefan verzorgt achtergrondvocalen op het nummer en schreef mee aan de Spaanstalige versie. De single werd een grote hit in Noord-Amerika, Oceanië en diverse Europese landen. In thuisland de Verenigde Staten bereikte de single de 5e positie in de Billboard Hot 100. In Canada werd de 2e positie bereikt, Duitsland de 3e, Oostenrijk de 5e, Zwitserland en Tsjechië de 2e, Ierland en Noorwegen de 4e, Zweden de nummer 1-positie, de Eurochart Hot 100 de 6e en in het Verenigd Koninkrijk de 5e positie in de UK Singles Chart.
In Nederland was de single op vrijdag 24 juli 1992 Veronica Alarmschijf op Radio 3 en werd een gigantische hit in de destijds twee landelijke hitlijsten op de nationale publieke popzender. De single bereikte in zowel de Nederlandse Top 40 als de Nationale Top 100 de 2e positie. Het verloop van de single door de hitlijst was merkwaardig: hij kwam binnen op plaats 31, piekte in week 4 en 5 op 17, daalde vervolgens tot plaats 38 in week 10, steeg en piekte opnieuw op plaats 2 in week 18 en 19, om vervolgens definitief te dalen en na 25 weken uit de lijst te verdwijnen.
In België was de plaat minder succesvol en bereikte de 21e positie in zowel de voorloper van de Vlaamse Ultratop 50 als de Vlaamse Radio 2 Top 30. In Wallonië werd géén notering behaald.
De single stond in de allereerste editie in december 1999 en van 2001 t/m 2003  genoteerd in de jaarlijks uitgezonden NPO Radio 2 Top 2000 van de Nederlandse publieke radiozender NPO Radio 2, met als hoogste notering een 768e positie in 1999.

## NPO Radio 2 Top 2000
| Nummer met noteringen in de NPO Radio 2 Top 2000 | '99 | '00 | '01  | '02 | '03  |
| ------------------------------------------------ | --- | --- | ---- | --- | ---- |
| Just Another Day                                 | 768 | -   | 1686 | 821 | 1472 |

1. ↑  Een '-' betekent dat het nummer niet was genoteerd en een vetgedrukt getal geeft de hoogste notering aan.
2. ↑  Deze tabel is bijgewerkt tot en met de laatste editie (2024).